# Jaconet
Jaconet är ett mycket mjukt och lätt bomullstyg, uppkallad efter Jagannath i Puri i Indien där tyget först tillverkades. Tyget har en yta som gör det svårt för klister, tejp och liknande ämnen att fastna. Tyget används ofta som förstärkning i bokbinderi eftersom det är starkt men inte tjock eller tungt.